# M̃
M̃ (lub mała litera m̃) – litera rozszerzona alfabetu łacińskiego. Litera składa się z litery M oraz umieszczonej nad nią tyldy.
Litera ta używana jest w kilku językach, między innymi w języku Yanesha', języku litewskim (rzadko) oraz w niektórych językach vanuatańskich (między innymi w języku Namakura). 